# Akaflieg Braunschweig SB 14
Die SB 14 ist ein einsitziges Segelflugzeug der Akaflieg Braunschweig der FAI-18-Meter-Klasse. Der Erstflug erfolgte am 17. Januar 2003 auf dem Flughafen Braunschweig. Der Segelflug-Index beträgt 118, die Registrierung ist D-9814 und das Wettbewerbskennzeichen 10.

## Geschichte und Konstruktion
Die Entwicklung hatte zum Ziel, ein Segelflugzeug zu schaffen, das die Flugleistungen älterer Vertreter der Offenen Klasse mit der Praktikabilität der Rennklasse verbindet.
Entstanden ist ein 18-m-Flugzeug mit Wölbklappen, Winglets und einem Rumpf sehr starker Einschnürung, dessen Auslegung auf Untersuchungen an ASW-19-Rümpfen Anfang der 1980er Jahre in Braunschweig und Delft zurückgeht. Strömungsablösungen am Übergang zu den Tragflächen konnten dadurch vermindert werden.
Das Cockpit mit biegesteifem Haubenrahmen basiert auf FEM-Untersuchungen der Verformungen des Vorderrumpfes im Falle eines Crashs. Das Rumpfvorderteil besteht wegen der größeren Energieaufnahmemöglichkeit im Cockpitbereich aus GFK, der hintere Teil aus CFK. Der Leitwerksträger wurde in einem neuartigen Verfahren aus CFK gewickelt, das T-Leitwerk von der ASH 26 übernommen.
Schale und Holmgurte der Dreifachtrapez-Tragflügels hoher Streckung bestehen aus CFK, dessen Holmstege aus GFK. Profiliert ist der Flügel an der Wurzel mit den Eigenentwicklungen CAWURZ und CAWUK, im Hauptteil mit CA2-134/15V2 und im Außenbereich mit CAJ1-134/18; an der Wölbklappenunterseite befinden sich Ausblasturbulatoren.

## Technische Daten

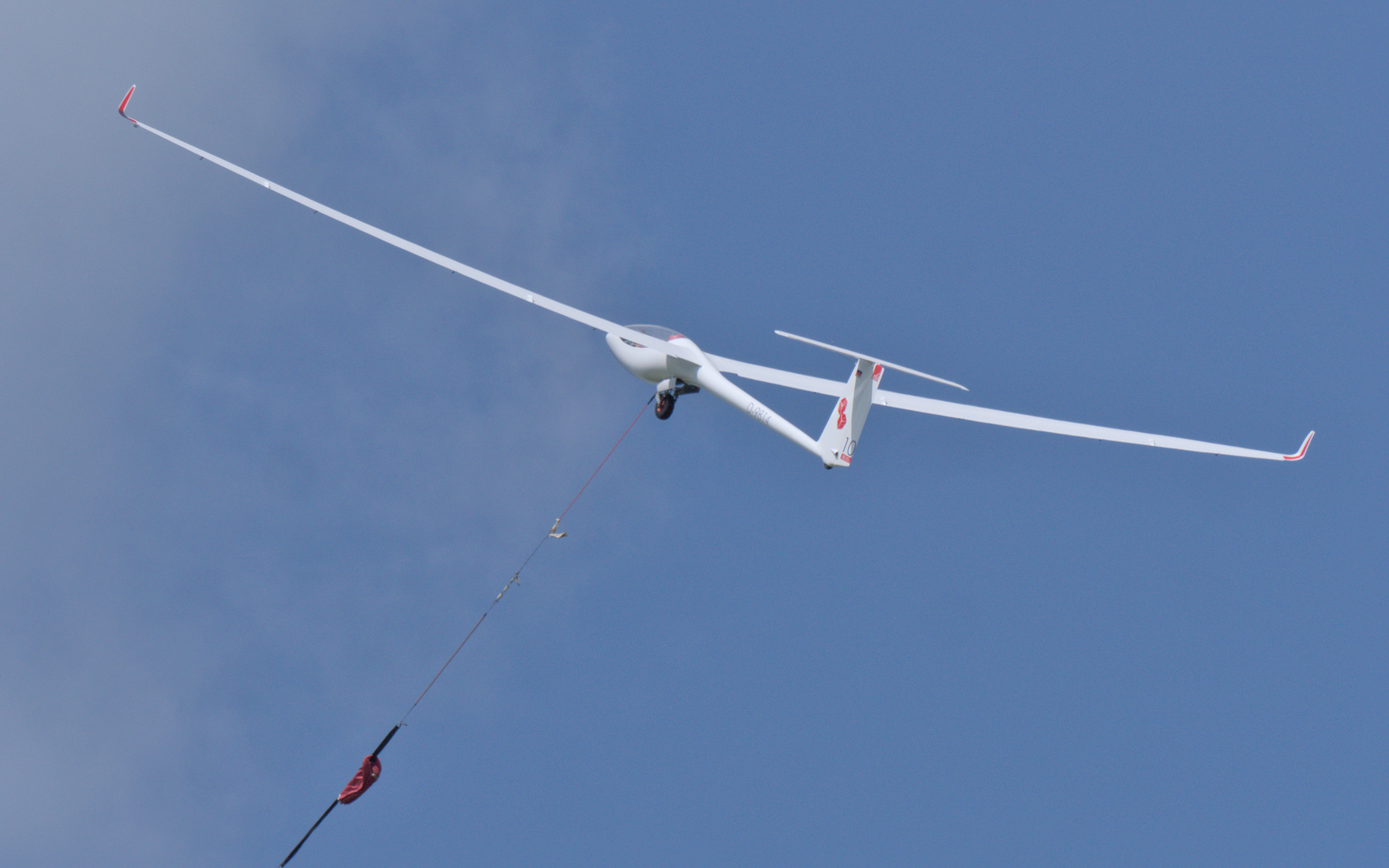
SB14 im Windenstart vom Segelfluggelände Kammermark

| Kenngröße             | Daten                                    |
| --------------------- | ---------------------------------------- |
| Besatzung             | 1                                        |
| Rumpflänge            | 6,95 m                                   |
| Spannweite            | 18,00 m                                  |
| Höhe Seitenleitwerk   | 1,23 m                                   |
| Flügelfläche          | 10,84 m²                                 |
| Flügelstreckung       | 29,89                                    |
| V-Stellung            | 3°                                       |
| Pfeilung              | −0,8°                                    |
| Flügelprofil          | CA2-134/15V2 (innen) CAJ1-134/18 (außen) |
| Gleitzahl             | 50 (vorläufig)                           |
| Geringstes Sinken     | < 0,5 m/s                                |
| Zuladung              | 96 kg                                    |
| Leermasse             | 285 kg                                   |
| max. Startmasse       | 541 kg                                   |
| Flächenbelastung      | 33,9–50 kg/m²                            |
| Höchstgeschwindigkeit | 272 km/h                                 |